# Major Isidoro
Major Isidoro is een gemeente in de Braziliaanse deelstaat Alagoas. De gemeente telt 19.530 inwoners (schatting 2009).